# Lin Jui-yu
Lin Jui-yu (* 24. Juni 2004) ist ein taiwanischer Eishockeyspieler.

## Karriere
Im Juniorenbereich spielte Lin Jui-yu bei den U18-Weltmeisterschaften 2019 und 2022, als der Aufstieg in die Division II gelang, sowie den U20-Weltmeisterschaften 2020 und 2022, als ebenfalls der Aufstieg in die Division II gelang, jeweils in der Division III für Taiwan. Bei den U20-Weltmeisterschaften 2023 und 2024 spielte er in der Division II.
Seinen ersten Einsatz für die taiwanischen Herren hatte er bei der Weltmeisterschaft 2022 in der Division III. Auch bei der Weltmeisterschaft 2023, als erstmals der Aufstieg in die Division II gelang, spielte er in der Division III. Bei der Weltmeisterschaft 2024 spielte er in der Division II. Zudem stand er im Aufgebot seines Landes bei der Olympiaqualifikation für die Winterspiele in Mailand 2026.

## Erfolge und Auszeichnungen
- 2019 Aufstieg in die Division III, Gruppe A, bei der U18-Weltmeisterschaft der Division III, Gruppe B
- 2022 Aufstieg in die Division II, Gruppe B, bei der U18-Weltmeisterschaft der Division III, Gruppe A
- 2022 Aufstieg in die Division II, Gruppe B, bei der U20-Weltmeisterschaft der Division III
- 2023 Aufstieg in die Division II, Gruppe B, bei der Weltmeisterschaft der Division III, Gruppe A